# 安廬滁和道
安廬滁和道，清朝地方行政区划中的道。

## 沿革
同治四年六月（1865年7月），置分巡安庐滁和道，领安庆府、庐州府、滁州直隶州、和州直隶州，治安庆府。带兵备衔。光绪三十四年五月（1908年6月），裁本道，析安庆府往属于皖南道，庐州府、滁州直隶州、和州直隶州往属于皖北道。